# 营海站
营海站是胶黄铁路的一座铁路编组站，位于青岛市胶州市九龙街道，始建于1995年，业务性质为四等站。

## 业务办理
客运办理旅客乘降，行李包裹托运。货运办理整车到发，不办理危险货运。